# محمد أباد علي اكبر خان (سيلتان)
محمد أباد علي أكبر خان (بالفارسية: محمدآباد علی اکبر خان) هي قرية تقع في إيران في قسم سيلتان الريفي. يقدر عدد سكانها بـ 52 نسمة بحسب إحصاء 2016.